# Mecodema argentum
Mecodema argentum es una especie de escarabajo del género Mecodema, familia Carabidae. Fue descrita científicamente por Seldon & Buckley en 2019.
Esta especie se encuentra en Nueva Zelanda.
Posee un cuerpo grande de 29–32 mm de largo y 8,5–10 mm de ancho.